# Krucemburk
Krucemburk (en allemand : Kreuzberg) est un bourg (městys) du district de Havlíčkův Brod, dans la région de Vysočina, en Tchéquie. Sa population s'élevait à 1 598 habitants en 2020.

## Géographie
Krucemburk se trouve à 3 km à l'est-sud-est de Ždírec nad Doubravou, à 22 km à l'est-nord-est de Havlíčkův Brod, à 38 km au nord-nord-est de Jihlava et à 111 km à l'est-sud-est de Prague.
Le ruisseau Městecký, un affluent droit de la rivière Doubrava, traverse le village.
Près d'un des hameaux de la commune se trouve la réserve naturelle nationale de Ransko.
La commune est limitée par Sobíňov, Ždírec nad Doubravou et Hlinsko au nord, par Studnice et Vojnův Městec à l'est, par Radostín et Havlíčkova Borová au sud, et par Slavětín et Chotěboř à l'ouest.

## Histoire
Jan de Polná fit don à un ordre de chevaliers allemands de la forêt dite de Slubický, une zone allant des rivières Doubrava et Chrudimka, jusqu'au village actuel de Bílek.  Les chevaliers allemands y ont fondé une colonie appelée Kreuzberg (colline de la Croix) peu avant 1240.
La première mention écrite de la localité date de 1241. 
Les chevaliers allemands ont vendu Kreuzberg au maréchal Jindřich de Lipá en 1321. Ce dernier a ensuite vendu le bourg à un dénommé Lev de Kreuzberg.
En 1385, Krucemburk obtint le statut de petite ville, qui lui fut octroyé par Epík de Hrádek, un patron des églises de Studenec et de Krucemburk. C'est à ce moment qu'elle reçut ses armoiries, trois dents de loup en argent dans un champ rouge. Ces symboles sont encore utilisés aujourd'hui.
La guerre de Trente Ans et la période d'anti-réforme qui suivit marquèrent Krucemburk. Après le passage des campagnes suédoises, le château ainsi que le presbytère de l'époque furent détruits et un grand nombre de maisons et de bâtiments de la commune furent incendiés.
En 1667, l'église et le presbytère sont reconstruits à l'initiative du prince Ferdinand de Dietrichstein, qui acheta le manoir de Krucemburk. 
Durant la Seconde Guerre mondiale, le village fut occupé par les Nazis. En janvier 1945, la Gestapo arrêta 24 habitants ayant aidé les partisans, la moitié d'entre eux ne survécu pas.  
Le hameau de Staré Ransko fut connu pendant longtemps dans la région de Vysočina pour ses activités historiques d'exploitation minière et de sidérurgie. Lorsque l'activité minière cessa, plusieurs sites ont été inondés, créant ainsi plusieurs petits lacs. Ces étendues d'eau ont été déclarées réserves naturelles en 1990. 
La commune porta le nom de Křížová entre 1950 et 1993. Sur la base des résultats du référendum de 1993, la ville a retrouvé son nom historique d'origine. Elle a le statut de městys depuis le 10 octobre 2006.

## Administration
La commune se compose de trois quartiers :
- Krucemburk
- Hluboká
- Staré Ransko

## Krucemburk dans les arts
Le peintre Jan Zrzavý a représenté, à de nombreuses reprises, la commune dans ses œuvres,. Krucemburk était le lieu de naissance de son père et fut le lieu que l'artiste choisit pour son inhumation,.

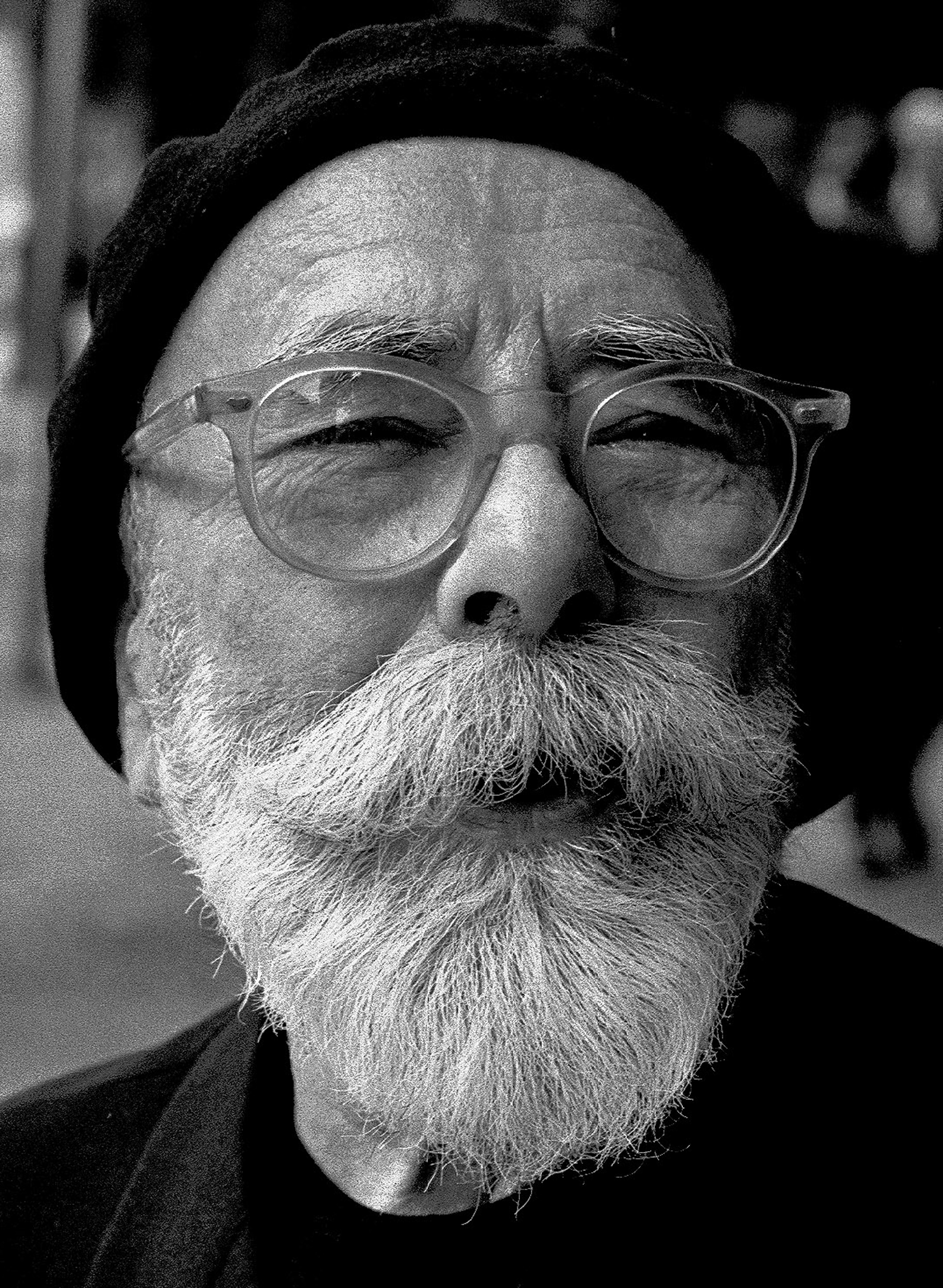
Jan Zrzavý
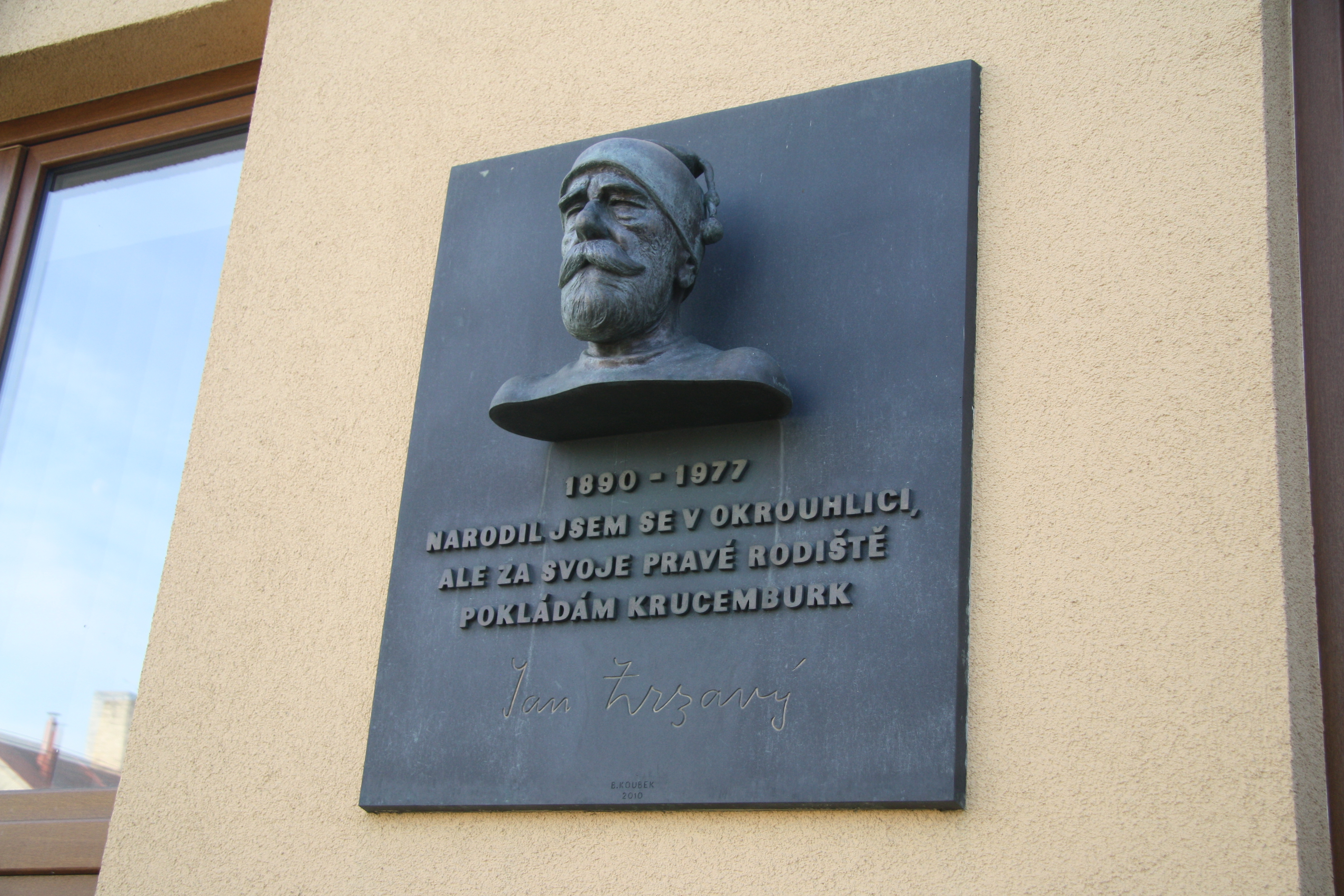
Plaque et buste d'hommage à Jan Zrzavý sur la mairie de Krucemburk